# Home bias
Het begrip home bias (Nederlands: thuismarktvoorkeur ) of Equity Home Bias Puzzle beduidt de neiging van investeerders om beleggingen in de thuismarkt onevenredig veel gewicht toe te kennen.

## Achtergrond
De moderne portefeuilletheorie stelt dat de vermogenssamenstelling, de allocatie van geld over verschillende (van elkaar statistisch onafhankelijke) beleggingscategorieën, tot een verhoging van de opbrengst leidt. Op grond van deze theorie zou een verdeling van investeringsbedragen in een portefeuille over een veelheid van nationale markten zinvol zijn. In de praktijk wordt echter waargenomen dat de investeerders een onevenredig groot deel van hun vermogen investeren in hun betreffende thuismarkt. Dit effect noemt men de home bias. Het effect werd voor het eerst omschreven door Kenneth French en James M. Poterba (1991), alsmede door Linda Tesar en Ingrid Werner.

## Oorzaken
Als oorzaken voor de home bias worden de volgende aspecten genoemd:
TransactiekostenMet een financiële investering in het buitenland zijn hogere transactiekosten gemoeid. Wanneer deze kosten vermeden worden neemt de rendabiliteit toe.
InformatietekortDoorgaans zijn investeerders betrekkelijk goed ingelicht over het opereren in de thuismarkt en denken daardoor de kansen en risico´s te kunnen inschatten. Bij buitenlandse markten beschikken investeerders gewoonlijk over minder informatie.
WisselkoersrisicoDe winst voor investeerders wordt deels bepaald door de opbrengst van de investering zelf, maar ook door schommeling van de wisselkoers. Een investering in een gebied met dezelfde munteenheid is derhalve risicovrijer.
Dubbele belastingFinancieel risico of extra administratieve last door buitenlandse bronbelasting.